# 昭静貴妃
昭静貴妃（しょうせいきひ、994年 - 1076年）は、北宋の真宗の側室。同平章事（宰相）の沈倫の子の沈継宗の娘。仁宗の温成皇后の義母。

## 生涯
汴州太康県の人。14歳から後宮に入り、才人となった。節倹を尊び、華美を好まなかった。真宗は皇后に立てようとも考えたが、沙汰やみとなった。その後、美人を経て、婕妤となった。
仁宗時代に充媛、徳妃に進み、貴妃にいたった。熙寧9年（1076年）、83歳で薨去し、昭静と諡された。

## 伝記資料
- 『宋史』